# Slaheddine Cherif
Pour les articles homonymes, voir Cherif (homonymie).
Slaheddine Cherif, né le 10 septembre 1937 à Sidi Bou Saïd et mort le 6 janvier 2023, est un grand commis de l'État tunisien. Il assume successivement les fonctions de juge administratif, de secrétaire d'État chargé de la Réforme administrative et de la Fonction publique, de secrétaire général du gouvernement et de secrétaire général de la présidence de la République tunisienne.

## Carrière
Slaheddine Cherif naît le 10 septembre 1937 à Sidi Bou Saïd. Après un passage par le collège Sadiki, il étudie le droit à la faculté de droit de Tunis puis la criminologie et le droit privé à la faculté de droit de Paris ; il est également diplômé de l'Institut de défense nationale.
Il entre ensuite dans l'administration, d'abord comme chef de cabinet du ministre des Communications de 1970 à 1973 puis comme magistrat auprès du Tribunal administratif de 1974 à 1981, après une formation au Conseil d'État français. Après avoir occupé le poste de directeur général de la fonction publique (1981-1988), il est nommé secrétaire général du ministère des Affaires étrangères en 1988.
Le 11 octobre 1991, il intègre le gouvernement comme secrétaire d'État auprès du Premier ministre chargé de la Réforme administrative et de la Fonction publique. Le 23 avril 1999, il est nommé secrétaire général du gouvernement puis, le 17 novembre de la même année, il devient secrétaire général de la présidence de la République.
Mort le 6 janvier 2023, il est inhumé le lendemain au cimetière du Djellaz,.

## Vie privée
Slaheddine Cherif est marié, père de quatre enfants et grand-père de huit petits-enfants.

## Publications
Il publie quatre ouvrages avec Maher Kamoun :
- Le nouveau visage de la fonction publique tunisienne, Nabeul, Papyrus, 1986.
- L'entreprise publique en Tunisie : précis de droit, Tunis, Centre d'expertise et de recherches administratives, 1994, 515 p. (ISBN 9973-937-06-6).
- Le fonctionnaire en droit tunisien, Tunis, CLE, 2000.
- Le droit de la fonction publique en Tunisie, Tunis, Centre d'expertise et de recherches administratives, 2008.

Il publie également un ouvrage avec Mohamed Moncef Ksibi :
- Vérités sur la personnalité de Zine el-Abidine Ben Ali et ses méthodes de gouvernances, 2016.